# Choisy (motorfiets)
Choisy is een Belgisch historisch merk van brom- en/of motorfietsen.
Het merk Choisy bestond voor zover bekend alleen in 1952 en 1953 als constructeur van brom- of motorfietsen. De bedrijfsnaam was Maison Vve. A. André et Fils en het was gevestigd in Seraing. Eén van de modellen was de Ambassador-bromfiets met 98cc-Sachs-tweetaktmotor.